# Пік Діксона
Пік Діксона, раніше відомий як гора Діксон, є 23-ю найвищою вершиною в Новій Зеландії, висота якої становить 3 004 метри (9 856 футів). Він розташований у Південних Альпах Південного острова в районі Маккензі, в межах Національного парку Аоракі/Маунт-Кук і лише на невеликій відстані від свого більш відомого сусіда Аоракі/Маунт-Кук. Гора є популярною вершиною для альпіністів і використовується як тренувальна траса для сходжень на Кука.
Гора Діксон була названа Ноелем Бродріком на честь альпініста Мармадюка Діксона (1862–1918).
ПРИМІТКА: гору не слід плутати з горою Діксон (Північний Кентербері), нижчою вершиною з такою ж назвою поблизу долини річки Хурунуї в Північному Кентербері, 100 кілометрів (62 миля) на північний схід.